# Escobaria missouriensis
Escobaria missouriensis (Sweet) D.R.Hunt (1978) es una especie fanerógama de la familia Cactaceae. 

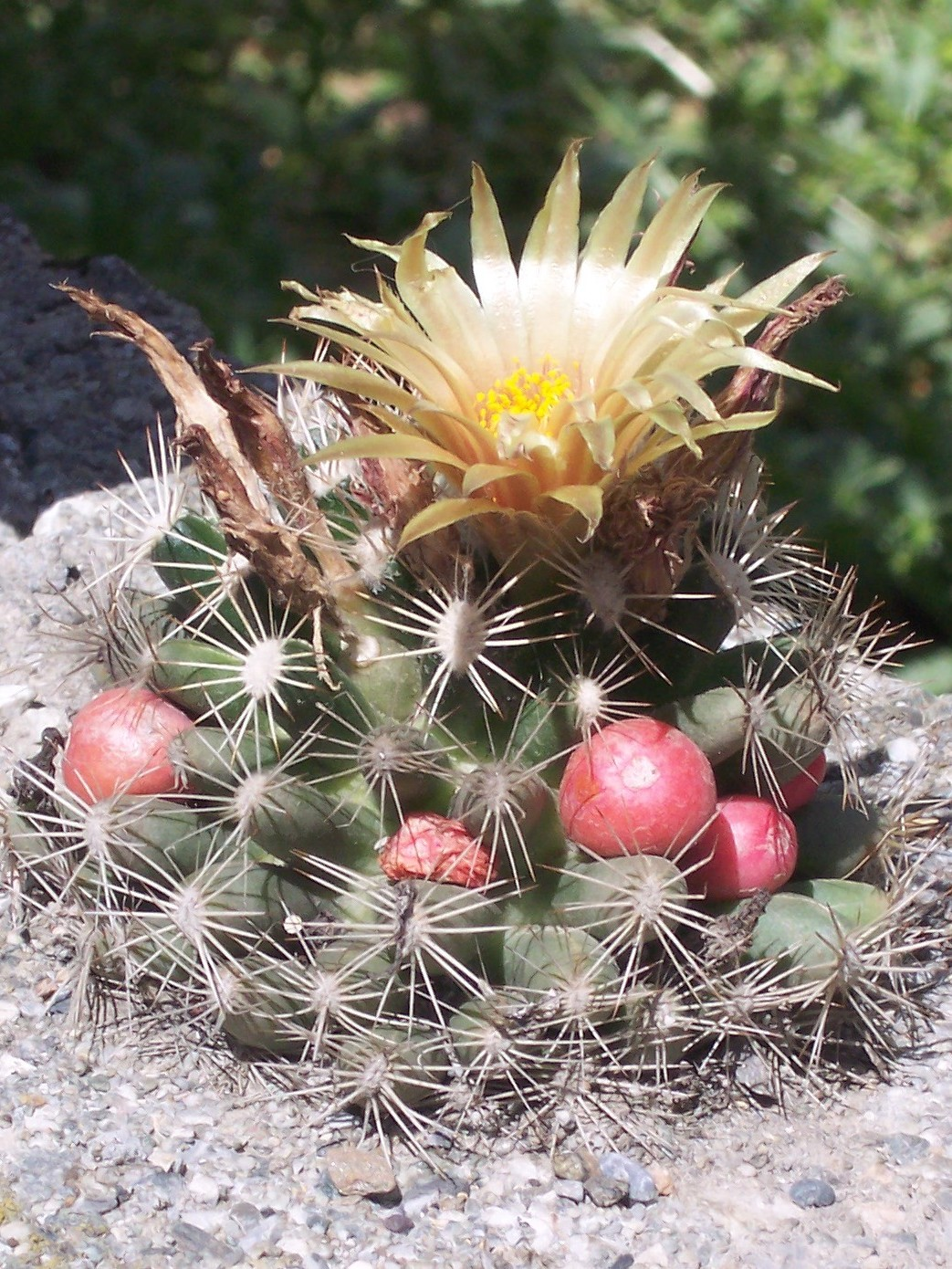
Vista de la planta con frutos

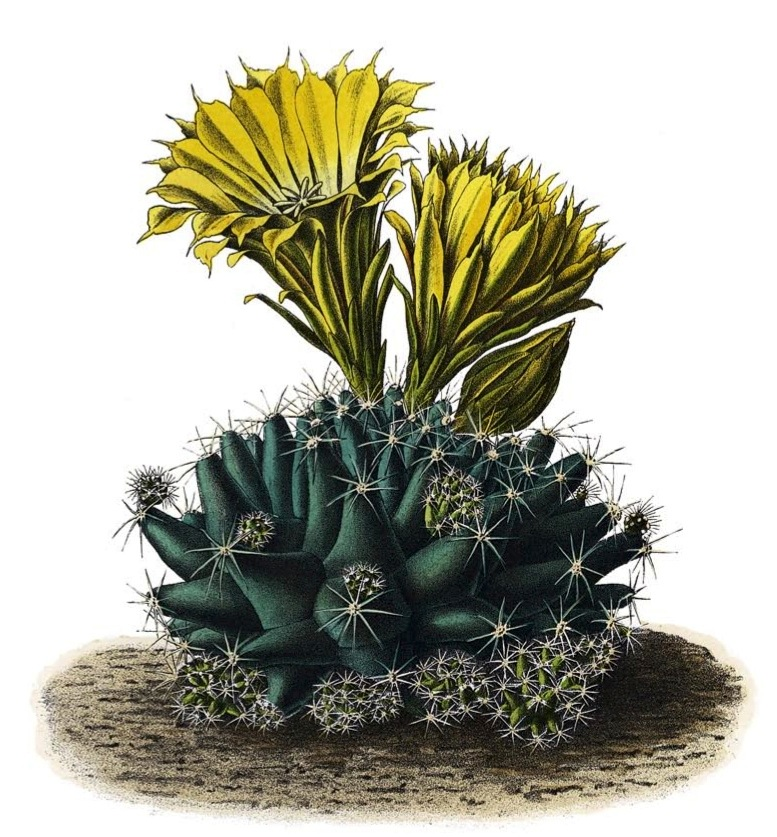
Ilustración

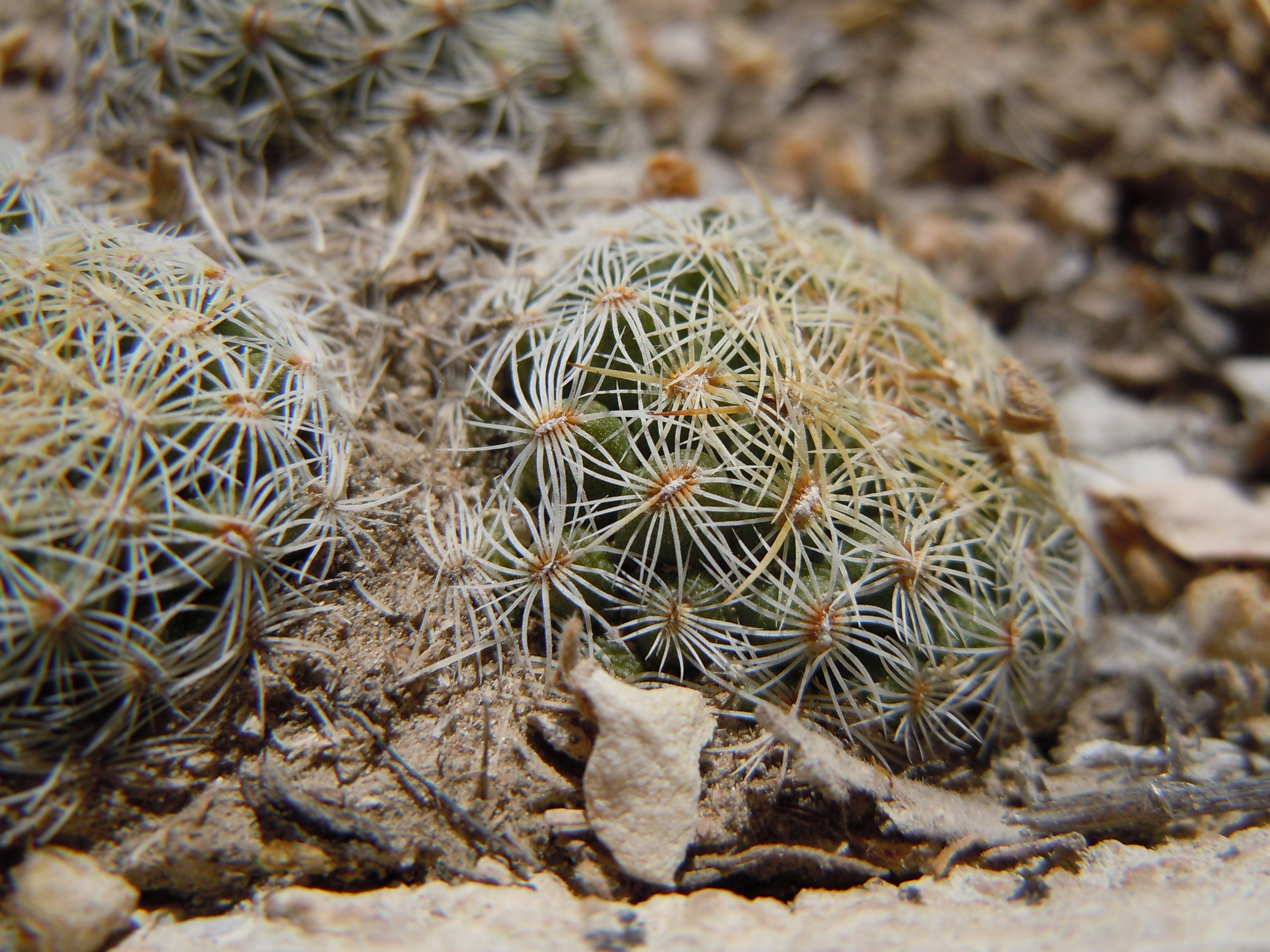
Vista de la planta en su hábitat

## Descripción
Es una planta carnosa que están ramificada y generalmente forman grandes colonias. Las gruesas espinas cubren los troncos, que alcanza un tamaño de entre 2,5 y 5 centímetros y un diámetro de 3,8 a 10 centímetros. Las areolas son alargadas y de hasta 18 milímetros. Las 10 a 20 espinas radiales son amarillentas, más tarde se vuelven grises, muy densas y cubren el cuerpo de la planta, tienen un tamaño de 1 a 2 centímetros de largo. Las flores son de color amarillo verdoso a amarillo o rosa, de 2,5 a 6,2 centímetros de longitud y diámetro. Los frutos son rojos de 1-2 cm de largo.

## Distribución
Es nativa de Coahuila de Zaragoza en  México y de Dakota del Norte, Dakota del Sur, Nebraska, Kansas, Nuevo México y Texas en Estados Unidos. La especie se encuentra en varias áreas protegidas, como el Parque nacional Mesa Verde.

## Taxonomía
Escobaria missouriensis fue descrita por (Sweet) D.R.Hunt y publicado en Cactus and Succulent Journal of Great Britain 40: 13, en el año 1978.
Etimología
Escobaria: nombre genérico otorgado en honor de los agrónomos mexicanos Rómulo Escobar Zerman (1882–1946) y Numa Pompilio Escobar Zerman (1874–1949).
missouriensis epíteto geográfico que alude a su localización en la región del Misuri.
Sinonimia
- Coryphantha missouriensis (Sweet) Britton & Rose (1913)
- Cactus missouriensis (Sweet) Kuntze (1891)
- Neobesseya missouriensis (Sweet) Britton & Rose (1923)
- Neomammillaria missouriensis (Sweet) Britton & Rose ex Rydb
- Mammillaria missouriensis basónimo
- Mammillaria similis
- Coryphantha similis
- Neobesseya similis
- Mammillaria wissmannii
- Neobesseya wissmannii
- Coryphantha asperispina
- Neobesseya asperispina
- Escobaria asperispina
- Neobesseya rosiflora
- Coryphantha marstonii [3][4][5]